# Hagemann (Familie)
Die Familie Hagemann ist eine vor allem auf dem Gebiet des heutigen Landes Niedersachsen bekannte Familie. Ihre männlichen Mitglieder dienten seit dem 17. Jahrhundert vor allem als Beamte ihren jeweiligen Landesherren aus dem Adelsgeschlecht der Welfen.

## Bekannte Mitglieder
- Conrad Julius Hagemann[1] (1637[2]–1684),[3] ab 1675 Syndikus, ab 1678 Bürgermeister der Altstadt Hannover.[1]

Die Verwandtschaft des Regierungsrates und in Langenhagen tätigen Amtsmannes Ernst Hagemann wird vermutet, konnte jedoch noch nicht lückenlos nachgewiesen werden.